# Netsanet Gudeta
Netsanet Gudeta (Arsi, 12 februari 1991) is een Ethiopische atlete, die gespecialiseerd is in de lange afstand.

## Loopbaan
In 2013 won ze de Great Ethiopian Run. Het jaar erop moest ze genoegen nemen met een tweede plaats doordat ze vijf seconden eindigde achter de winnares Wude Ayalew. In 2015 won ze de halve marathon van Valencia en behaalde ze een bronzen medaille op de wereldkampioenschappen veldlopen. In het teamklassement eindigde ze met Ethiopië op een eerste plaats.
Gudeta wordt gesponsord door Adidas.

## Titels
- Wereldkampioene halve marathon - 2018

## Persoonlijke records
Outdoor
| Onderdeel | Tijd     | Datum   | Plaats       |
| --------- | -------- | ------- | ------------ |
| 5000 m    | 15.31,25 | Parijs  | 4 juli 2015  |
| 10.000    | 30.36,75 | Hengelo | 29 juni 2016 |

Weg
| Onderdeel      | Tijd    | Datum          | Plaats          |
| -------------- | ------- | -------------- | --------------- |
| 10 km          | 31.32   | Valencia       | 18 oktober 2015 |
| 15 km          | 47.27   | Valencia       | 18 oktober 2015 |
| 20 km          | 1:03.59 | Valencia       | 18 oktober 2015 |
| halve marathon | 1:05.45 | Ras al-Khaimah | 8 februari 2019 |
| marathon       | 2:29.15 | Parijs         | 9 april 2017    |

## Palmares

### 10.000 m
- 2016:  adidas Boost Meeting - 30.56,26
- 2016: 4e FBK Games - 30.36,75

### 5 km
- 2015:  Tout Rennes Court - 15.22
- 2015:  San Silvestro Boclassic in Bolzano - 15.57,8

### 10 km
- 2013:  Great Ethiopian Run - 33.23,7
- 2014:  Great Ethiopian Run - 34.09,4
- 2016: 4e Tilburg Ten Miles - 33.22

### 15 km
- 2013:  São Silvestre in São Paulo - 52.08
- 2014:  São Silvestre in São Paulo - 50.46

### halve marathon
- 2014:  halve marathon van Ostia - 1:08.53
- 2014: 6e WK in Kopenhagen - 1:08.46
- 2014:  halve marathon van Linyi - 1:10.38
- 2015:  halve marathon van Yangzhou - 1:08.53
- 2015:  halve marathon van Valencia - 1:07.31
- 2016: 4e WK in Cardiff - 1:08.01
- 2016: 8e halve marathon van New Delhi - 1:10.05
- 2018:  WK in Valencia - 1:06.11 (WR vr.)
- 2018:  halve marathon van Olomouc - 1:07.30
- 2018:  halve marathon van Bogota - 1:11.34
- 2019:  halve marathon van Ras al-Khaimah - 1:05.45

### marathon
- 2017: 6e marathon van Parijs - 2:29.15

### veldlopen
- 2015:  WK in Guiyang - 26.11